# Chiesa di Sant'Andrea (Bergamo)
La chiesa di Sant'Andrea è un luogo di culto cattolico di Bergamo, si trova in via Porta Dipinta 39, nella parte alta della città, ricostruito nell'Ottocento su progetto dell'architetto Ferdinando Crivelli sulla base di un precedente edificio, documentato a partire dal 785 d.C.. Conserva notevoli pale d'altare opera di Andrea Previtali, Moretto da Brescia, Francesco Bassano, Enea Salmeggia, Giovan Paolo Cavagna, Jacopo Palma il Giovane, Padovanino, Gian Giacomo Barbello, Giuseppe Riva, Gian Battista Riva, Giovanni Battista Epis, Giovanni Pezzotta, Amadio Pansera. Nella ex chiesa ipogea nel 1950 è stato ricavato un teatro, riaperto nel 2019. Negli ambienti al di sotto della sacristia nel 2021 è stato ricavato un Museo Storico e di Arte Sacra, mentre al piano terra della casa parrocchiale si trova il Centro Universitario Sant'Andrea, che mette a disposizione degli studenti universitari un'aula studio, presso la quale nello stesso 2021 è stata allestita una biblioteca dedicata all'americano James A. Podboy, per anni residente in Palazzo Benaglio-Salvioni, cui si deve il lascito del primo fondo di volumi e del mobilio.

## Storia
L'aspetto della chiesa si deve a un progetto di Ferdinando Crivelli, eseguito a partire dal 1837 sui resti di una chiesa già ricostruita nel XVI e nel XVII secolo sull'area di una basilica cimiteriale protocristiana, nominata come basilica Sancti Andreae in un atto notarile del 5 maggio 785, conservato presso l'Archivio di Stato di Bergamo.

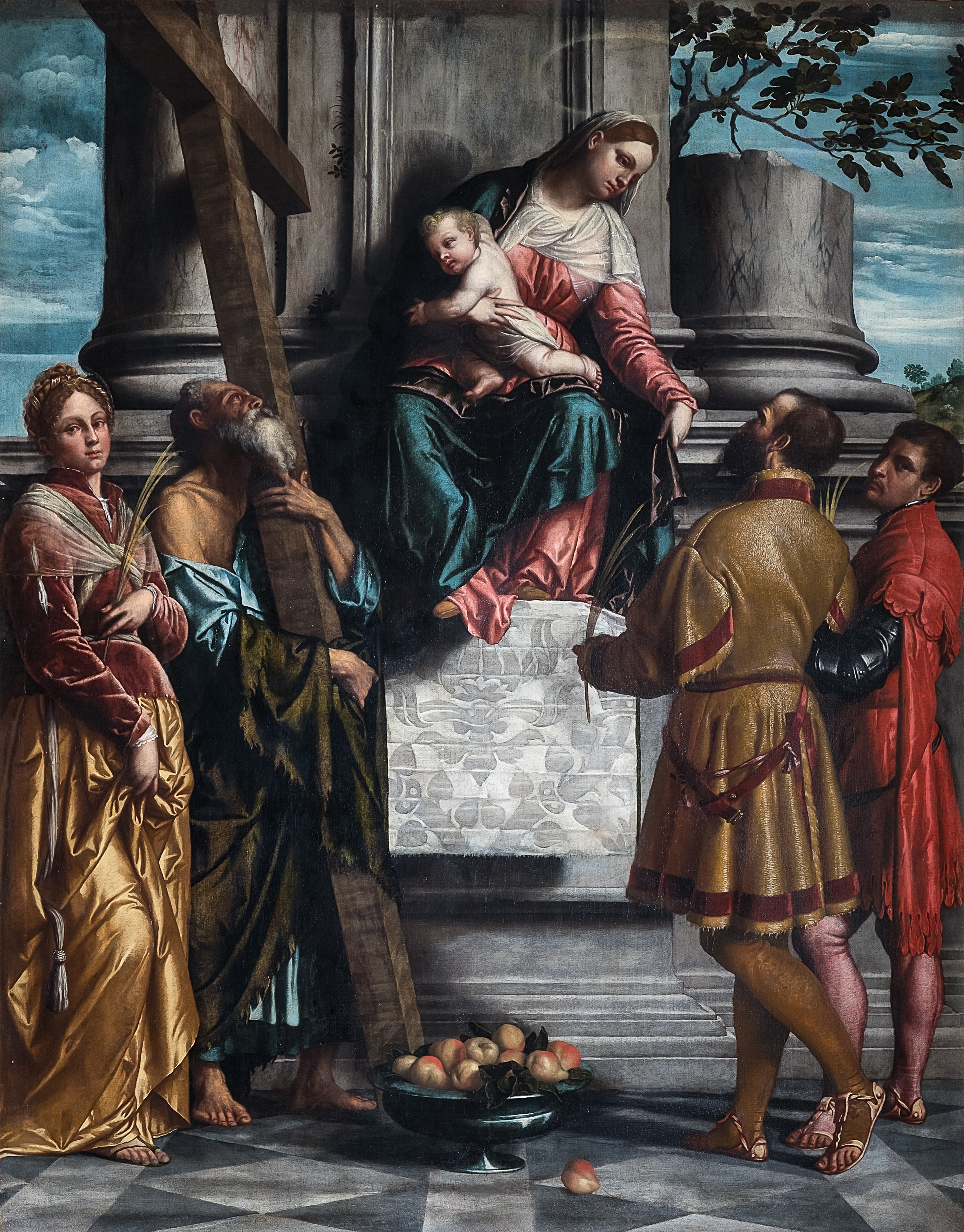
Moretto da Brescia, Madonna in trono tra i santi Andrea, Eusebia, Domnone e Domnione, olio su tela, 1534-1537

Una lapide murata nella cappella dei Martiri (che si apre a metà della navata destra della chiesa) ricorda il ritrovamento, nel 1295, di una corona, di un calice e di un cucchiaio d'argento, doni votivi offerti probabilmente ai santi Domnione, Domnone e Eusebia, venerati in questa chiesa dall'età antica. Infatti, il 24 luglio 1401 si rinvenne, sotto l'altare maggiore, l'antico sarcofago con i loro resti e un'incisione databile tra il V e il VI secolo recante i loro nomi e il loro grado di parentela: Domnione "avulus", (ossia "zio" oppure "nonno"), Eusebia e Domnone "nepotes", ("nipoti"). Al tempo furono erroneamente identificati come martiri protocristiani, da cui il culto di sant'Eusebia di Bergamo e dei santi Domnione e Domneone, per via della sigla "BM" che accompagnava i loro nomi, sciolta in "Beati Martyres", mentre in realtà significava probabilmente solo "Bonae Memoriae" o "Bene Merentes". A loro il Moretto dedicherà una magnifica pala conservata all'interno della chiesa, nella cappella a loro dedicata, dove - in un'urna di legno di cipresso ebanizzato e argento, realizzata nel 1724 - sono conservate le loro ossa, sostanzialmente complete.
A causa di danni provocati dalla costruzione delle mura veneziane (1561-1588), la chiesa ottenne un risarcimento di 300 scudi da parte della Repubblica di Venezia grazie al quale fu riedificata e riconsacrata nel 1592. L'anno prima, nel 1591, era stata istituita come parrocchia indipendente, smembrandone il territorio dalla vicina di San Pancrazio. Una successiva ristrutturazione risale al 1689, con la posa della prima pietra il 23 giugno ad opera del vescovo Daniele Giustiniani.
Nel 1805, per decreto di Napoleone, fu soppressa l'attigua parrocchia di San Michele al Pozzo Bianco e il suo territorio fu annesso alla parrocchia di Sant'Andrea. La chiesa antica risultava così ormai troppo piccola per un territorio abbastanza vasto e per una popolazione piuttosto numerosa. Inoltre, essa sorgeva a un livello più basso del piano stradale di via Porta Dipinta ed era oscurata da una cortina di edifici privati che la nascondevano allo sguardo di chi vi transitava. Una via, questa, la cui importanza era andata nel frattempo crescendo, dal momento che essa, prolungandosi oltre porta Sant'Agostino nella via Pignolo e poi nella via Borgo Palazzo, si dirigeva verso Brescia e da qui conduceva a Venezia. Anche per questa ragione le più importanti famiglie della nobiltà bergamasca fecero costruire lungo questa via i loro sontuosi palazzi: palazzo Suardi, palazzo Da Ponte, Palazzo Grumelli, Palazzo Moroni, palazzo Benaglio-Salvioni, palazzo Calepio, palazzo Sottocasa, mentre vi abitavano già altre famiglie nobili, come i Passi de Preposulo, i Rivola, i Bonghi.
Già nel 1829 l'architetto Giacomo Romilli venne incaricato di progettare la completa ristrutturazione della chiesa antica. Un analogo progetto fu elaborato da un ingegnere anche per la chiesa di San Michele al Pozzo Bianco, ma fortunatamente non venne eseguito (l'originale si trova nell'archivio parrocchiale di Sant'Andrea). Il progetto di Romilli, conservato in archivio parrocchiale, prevedeva un edificio neoclassico, con facciata scandita da lesene e da un timpano, una piccola cupola semisferica e un alto campanile. Per ragioni che non sono note, tale progetto non fu eseguito. Al 1837 datano i primi contatti tra la fabbriceria della parrocchia di Sant'Andrea, guidata dal conte Guglielmo Lochis, collezionista e podestà della città di Bergamo, e il giovane architetto e agrimensore Ferdinando Crivelli, entrambi residenti poco distante dalla chiesa. Crivelli elaborò diversi progetti: il primo nel 1838, il secondo nel 1840 (quello effettivamente eseguito), un terzo nel 1841. Nel 1840 iniziarono le demolizioni della chiesa antica, mentre il 28 novembre 1847 la chiesa fu consacrata dal vescovo Carlo Gritti Morlacchi. Crivelli si ispirò in modo sostanzialmente letterale a un progetto che era stato ideato e realizzato nel 1798 dal celebre architetto bergamasco Giacomo Quarenghi per la cappella dei Cavalieri di Malta, interna a Palazzo Voroncov, a San Pietroburgo. Elemento di originalità è la cupola, che non si trova nell'edificio di Quarenghi e che Crivelli progettò ispirandosi al Pantheon. Essa si presentava in modo del tutto identico a quella che il medesimo architetto elevò nel 1855 (l'anno della sua morte) sopra il Duomo di Bergamo, in sostituzione di quella già costruita nel 1833, ammalorata da infiltrazioni d'acqua. A causa di analoghe infiltrazioni d'acqua la copertura della cupola di Sant'Andrea dovette essere ricostruita nel 1895 su progetto dell'architetto Elia Fornoni e dell'ing. Luigi Danioni, quest'ultimo membro della fabbriceria parrocchiale.
Al termine dei lavori, all'interno delle navate della chiesa vennero ricollocate le tele già presenti in precedenza, alle quali Guglielmo Lochis aggiunse due Natività di Gesù, che appartenevano alla propria collezione: una dipinta e firmata da Enea Salmeggia nel 1599, l'altra attribuita Jacopo Negretti, detto Palma il Giovane, e probabilmente eseguita attorno al 1603, per la vicinanza stilistica con la Natività di Maria, eseguita tra il 1591 e il 1603 per la chiesa di San Trovaso a Venezia. Una lettera di Lochis, conservata nell'archivio parrocchiale, accompagnò la donazione, raccomandano ai membri della fabbriceria parrocchiale di aver cura della conservazione dei due dipinti, pena la loro restituzione a Lochis stesso o ai suoi eredi. Entrambe le tele sono state restaurate tra il 2019 e il 2021 a cura della Fondazione Credito Bergamasco, su iniziativa del suo presidente, dott. Angelo Piazzoli.

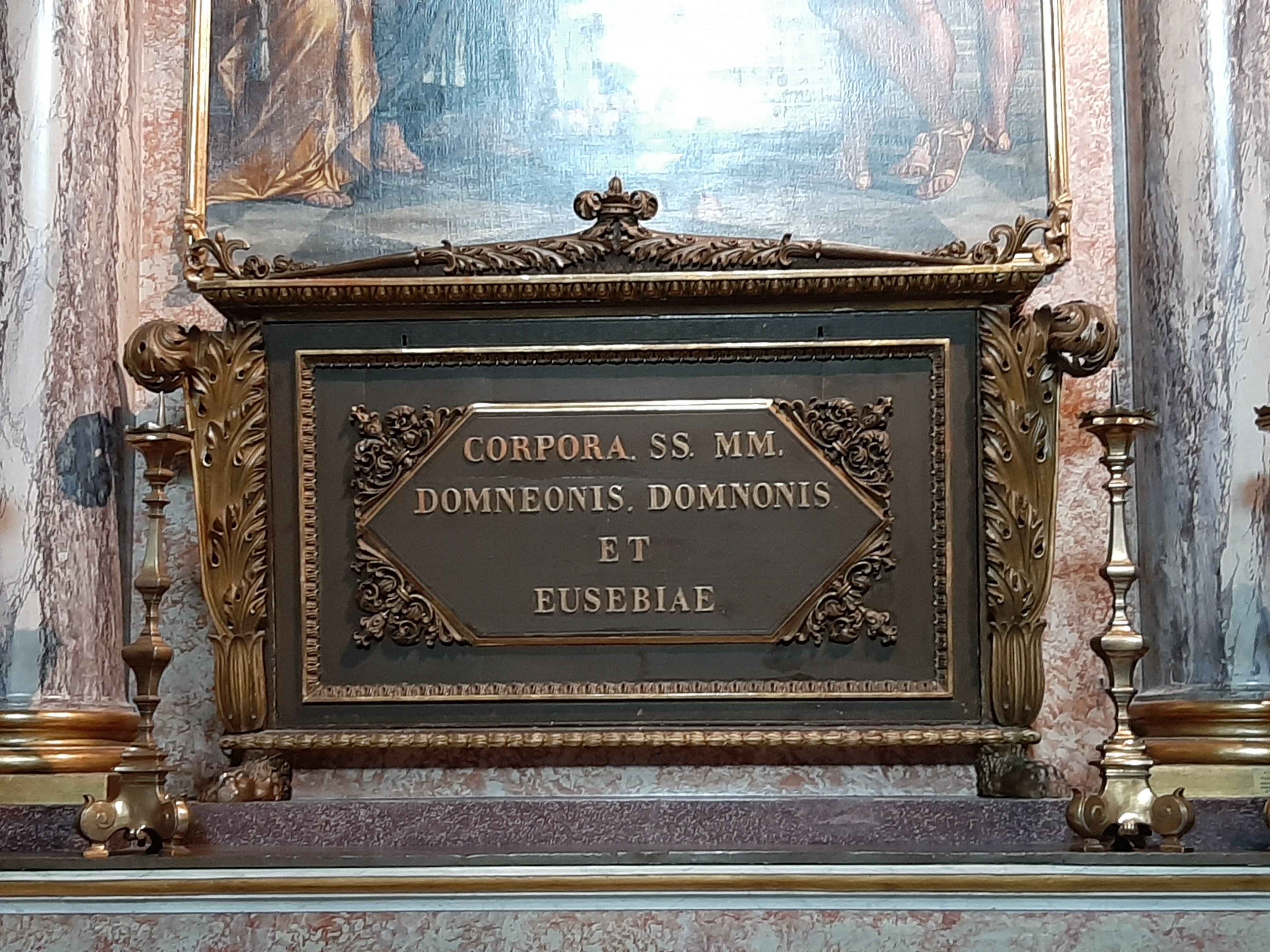
Chiesa di Sant'Andrea- reliquie dei santi

## Descrizione

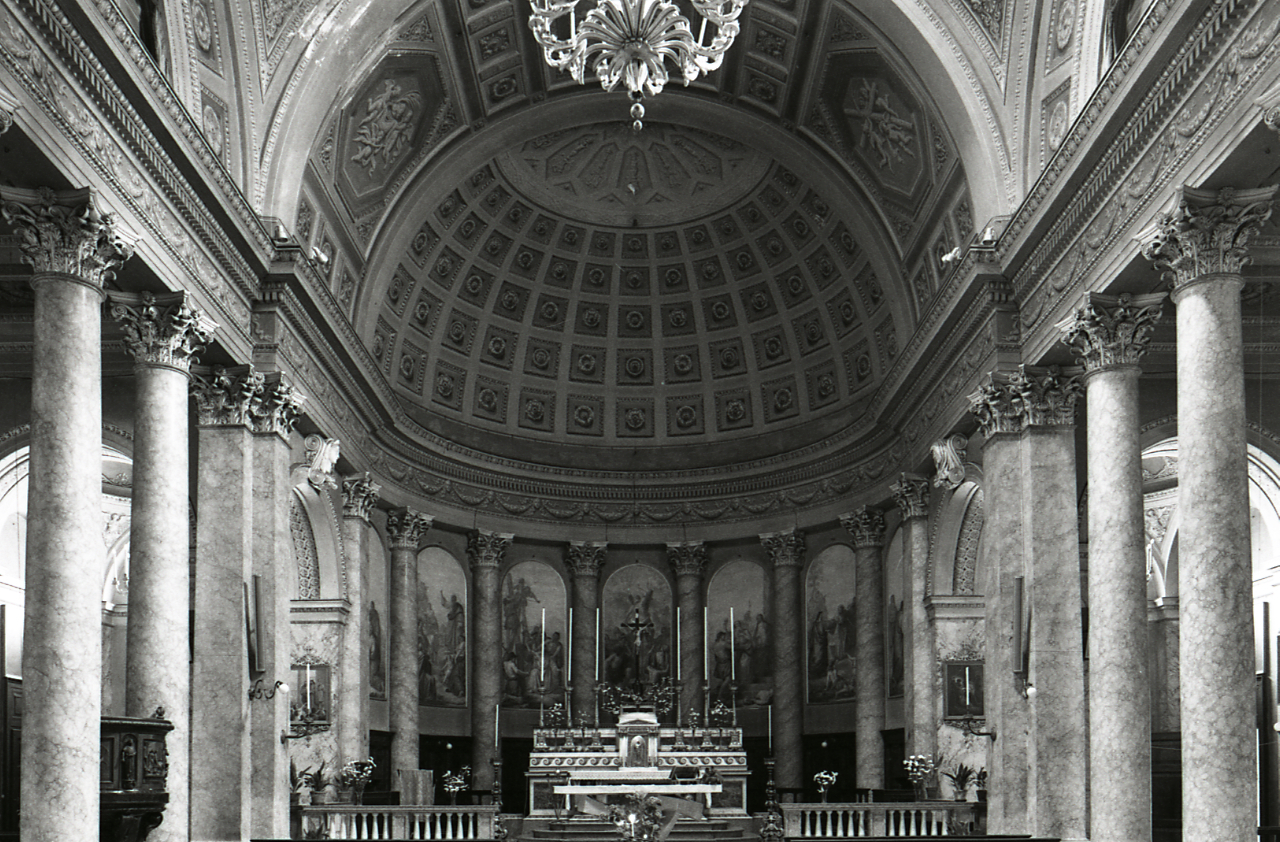
La navata in una foto di Paolo Monti

### Esterno
La facciata della chiesa risulta incompiuta rispetto al progetto di Crivelli, che aveva previsto un pronao retto da due pilastri e da quattro colonne di ordine corinzio e coronato da un timpano istoriato con il Martirio di Santi Domno e Domneone, Domnone Eusebia, e appare molto semplice e spoglia. Vi si segnalano solo i tre portali, disegnati da Crivelli, realizzati in pietra bianca di Zandobbio.

### Interno
L'interno si sviluppa su una pianta a tre navate, divise tra loro da due serie di pilastri e di colonne di ordine corinzio, con cupola semisferica e abside di fondo. Nel Museo di Storia e Arte Sacra di Sant'Andrea, ricavato nella sala sottostante la sacristia sono visibili un render fotografico e un plastico tridimensionale in cui appare come si presenterebbero la facciata e questo scorcio di via Porta Dipinta, se la facciata dovesse essere portata a termine.
L'edificio ha una pianta centrale, scandita in tre navate da due serie di due pilastri e di quattro colonne ciascuna, con capitelli di ordine corinzio. I pilastri e le colonne sono in mattoni rivestiti di stucco lucido a effetto marmorizzato (giallo le colonne, violaceo i pilastri), mentre sono di marmo le basi e di stucco i capitelli. Sopra colonne e pilastri corre un cornicione decorato con mascheroni e festoni trompe-l'oeil in monocromo grigio con lumeggiature bianche. Mascheroni modellati in stucco si trovano sugli archi di accesso alle navate laterali dalla navate centrale. Si tratta di volti femminili dal significato allegorico, espresso dal simbolo che esse recano al centro del diadema di cui sono coronate: dal fondo della chiesa si incontrano a sinistra l'allegoria della Fede (il cui diadema è decorato con l'Occhio divino circonfuso di raggi di luce), a destra l'allegoria della Speranza (il cui diadema è decorato con un'àncora); salendo sul presbiterio, a sinistra l'allegoria della Carità (il cui diadema è decorato da un cuore fiammeggiante), a destra una figura dagli occhi chiusi, con il capo coperto da un velo, dal significato misterioso. La navata centrale è coperta da una cupola semisferica decorata a cassettoni esagonali dalla Ditta Sessa di Milano nel 1847, sulla cui sommità si apre un occhio, coperto da una lanterna di metallo e vetro, dalla quale pende un candelabro ligneo, un tempo operato da un argano a mano conservato nel sottotetto sopra il presbiterio. Dopo la ristrutturazione della cupola e la collocazione della nuova copertura in rame, l'interno della cupola venne nuovamente decorato da Eugenio Tironi nel 1898.
Il presbiterio è accessibile attraverso una serie di tre gradini in pietra bianca di Zandobbio ed è racchiuso sui quattro lati da una balaustra con colonnine in marmo bianco e mensola in marmo rosa, la cui apertura centrale è stata allargata negli anni Settanta del Novecento, con l'asportazione di due sezioni, ricomposte all'inizio della navata destra, davanti alla statua lignea di Sant'Antonio di Padova.
L'altare maggiore, in marmo bianco di Carrara con specchiature in verde di Varallo, cui si sale con una serie di due gradini e una predella in marmo giallo di Verona, fu progettato da Ferdinando Crivelli, autore del progetto della chiesa stessa, ed eseguito dal marmista Fossati, con dorature da Zanoni. Esso presenta un tabernacolo incorniciato da quattro colonne di ordine corinzio (i capitelli e i fregi che decorano le colonne dalla base fino all'entasi sono in lamina di rame dorato), chiuso da una portella con la figura del Risorto in altorilievo, realizzata in lamina d'argento in parte dorata. All'interno del timpano è collocato un fregio con l'occhio di Dio, racchiuso nell'aureola triangolare circonfusa di raggi. Sulla cima del tabernacolo è posto un Agnus Dei, seduto sull'apocalittico "Libro della Vita", dalle cui pagine pendono i "Sette Sigilli". La mensa è retta da due angeli inginocchiati in adorazione, scolpiti in legno e dorati dallo scultore Alessandro Gritti.
La mensa eucaristica in marmo bianco è stata progettata dallo scultore bergamasco Elia Ajolfi (Bergamo, 1916 - 2001) nel 1975 e realizzata dalla Ditta "Camillo Remuzzi" di Bergamo, come attestano i documenti di commissione e di pagamento conservati presso l'archivio parrocchiale di Sant'Andrea. La scultura mistilinea che costituisce la base della mensa è decorata a graffito, verso la navata, con le figure del Pellicano eucaristico (alla base), un grappolo d'uva (a sinistra), un fascio di spighe di grano (a destra); sul retro si trovano i graffiti di due pesci (a sinistra) e di una cesta con cinque pani (a destra). L'altare fu consacrato dall'Arcivescovo-Vescovo di Bergamo, Mons. Clemente Gaddi, il 30 novembre del 1975, giorno della festa patronale di Sant'Andrea.
L'abside è interamente percorsa dagli stalli del coro, progettato da Ferdinando Crivelli (il progetto originale è conservato presso l'archivio parrocchiale di Sant'Andrea), scandito da paraste d'ordine tuscanico, come sono d'ordine tuscanico anche le colonnine che sorreggono la mensola dell'inginocchiatoio. Davanti allo stallo centrale del coro è collocato un armonium, funzionante, coevo alla realizzazione del coro stesso. Fu Carzana a eseguire in legno il coro, ma anche i confessionali, le bussole e i serramenti, secondo i disegni di Crivelli (conservati presso l'archivio parrocchiale di Sant'Andrea).
La sede della presidenza liturgica si trova sul lato destro del presbiterio ed è costituita da un seggiolone e da due sgabelli (XVII sec.), rivestiti in seta damascata rossa.
Nelle navate laterali si aprono due cappelle. Gli altari di entrambe furono disegnati da Cattà e realizzati in stucco da Rigamonti. A metà della navata sinistra si apre la cappella dedicata alla Madonna della Cintura (o della Consolazione), la cui statua settecentesca, in legno scolpito e dipinto, che reca in braccio il Bambino, anch'esso in legno scolpito e dipinto, è un tronco vestito (con abiti in seta viola, riccamente decorati con filo dorato) proveniente dalla chiesa di Sant'Agostino, per la quale era stata realizzata e dove fu venerata fino alla soppressione del convento, avvenuta nel 1798, in seguito alla conquista francese di Bergamo del 1796. All'interno della cappella sono collocate due lapidi in marmo bianco e stucco dorato: quella a destra ricorda la costituzione "con solenne rito" del Sodalizio della Sacra Cintura, avvenuta il quarto giorno delle None di settembre del 1848 (la lapide fu curata e finanziata dal conte Giuseppe Sottocasa, allora prevosto di Sant'Andrea); quella a sinistra ricorda che la cappella fu decorata come scioglimento del voto fatto dai sodali della Sacra Cintura in occasione dell'epidemia di colera il quarto giorno delle None di settembre del 1849. L'altar maggiore fu consacrato da Mons. Giacinto Arcangeli, Vescovo di Asti, il 3 aprile 1899: sotto la pietra sacra dell'altare furono murate le reliquie dei santi Simplicio, Desiderio e Marcella. Al di sopra della mensa è posto un elegante tabernacolo di marmo bianco, con portella lignea decorata a bassorilievo con l'immagine di una pisside eucaristica.
Nella navata destra si apre la cappella dedicata ai martiri Domnione e Domnone,  ed Eusebia, le cui ossa si conservano in un'urna di legno di cipresso ebanizzato, decorata con lamine d'argento (realizzata nel 1726), a sua volta collocata in un'arca lignea sul cui coperchio appare l'iscrizione: "Corpora SS. MM. Domneonis, Domnonis et Eusebiae", posta al di sopra dell'altare della cappella (privo di tabernacolo). Nell'ancona della cappella è collocata la tela di Moretto da Brescia, raffigurante la Madonna in trono col Bambino tra i santi Eusebia, Andrea, Domnione e Domnone, già sull'altare maggiore della chiesa antica, per la quale fu dipinta tra il 1536 e il 1537. Sul lato sinistro della cappella nel 1897 fu aperta una nicchia nella quale fu collocata l'antichissima pietra cubica, rozzamente squadrata, che fino a quell'anno era rimasta al centro della piazzetta antistante l'ingresso della chiesa vecchia. La decisione di trovarle una collocazione all'interno della chiesa nuova venne presa perché in quell'anno, nonostante fosse circondata da una cancellata, la testa virile di marmo bianco, dalla lunga barba, raffigurante Domnione, era stata trafugata e poi fortunosamente ritrovata in un tratto del canale della Morla, che scorre in Bergamo bassa. Questa pietra sarebbe quella sulla quale, secondo la tradizione, Domnione, decapitato presso la Fara, avrebbe portato la propria testa e l'avrebbe deposta sopra a questa pietra, già posta davanti alla porta della chiesa di Sant'Andrea, chiedendo di essere sepolto all'interno dell'edificio sacro. La testa virile in marmo bianco, di epoca imprecisata (forse già un manufatto di età romana, di riporto da una statua), vi fu collocata sopra solo in seguito, forse quando fu composta e affissa la lapide marmorea (1622).
All'inizio della navata sinistra, in uno spazio semicircolare posto a un livello più basso rispetto al pavimento della chiesa e chiuso da una raffinata cancellata in ferro battuto, decorata con simboli (pesci e croci), è collocato il fonte battesimale, la cui tazza in marmo bianco risale alla ricostruzione ottocentesca della chiesa. La nuova copertura lignea e l'ancona che incornicia il fonte furono realizzate dallo scultore Alessandro Gritti nell'Anno Santo della Redenzione 1933. I quattro confessionali posti nelle due navate, a fianco delle cappelle laterali, furono progettati da Ferdinando Crivelli (i progetti originali si conservano presso l'archivio parrocchiale di Sant'Andrea). Alla testa delle due navate sono collocate, dentro nicchie chiuse da finestre vetrate, due statue: a sinistra san Nicola da Tolentino, realizzata nel 1914 dallo scultore Alessandro Gritti su disegno di Giuseppe Riva; a destra san Luigi Gonzaga, affiancato alla base da due putti che reggono gli attributi iconografici del santo principe gesuita: la corona e il crocifisso.
In controfacciata, al di sopra della bussola di ingresso centrale, si trova la cantoria con l'organo Serassi, realizzato per la chiesa di Sant'Andrea nel 1849. L'organo fu restaurato da Giacomo Locatelli nel 1881. Donato Calvi annota la presenza, nella chiesa vecchia, di "un organo assai buono del celebre Antegnato".
La chiesa di Sant'Andrea consta di due livelli: quello inferiore, in origine pensato come chiesa iemale (invernale) ipogea, nel 1951 venne trasformato in teatro per volontà dell'allora prevosto, don Antonio Galizzi, il quale volle dotare la parrocchia di un centro di aggregazione e di animazione. Vi si tenevano spettacoli teatrali, rassegne canore e musicali, proiezioni cinematografiche. Con il diminuire della popolazione e il concentrarsi delle attività di catechesi e di pastorale giovanile presso l'oratorio del Seminarino, il teatro venne chiuso, rimanendo in disuso per molti anni. Lungo l'estate del 2018 la parrocchia di Sant'Andrea lo ha affidato in comodato d'uso gratuito al Centro Universitario Teatrale dell'Università degli Studi di Bergamo, che vi ha trasferito la propria sede, organizzandovi corsi di teatro e rappresentazioni teatrali a cura dei docenti e degli studenti dell'Università.
Sul piano superiore vi è l'aula della chiesa che conserva preziose opere d'arte. A quella antica appartengono diverse tele di grande importanza. Anzitutto va segnalata la Madonna in trono col Bambino tra i santi Eusebia, Andrea, Domno e Domneone, dipinta tra il 1536 e il 1537 da Alessandro Bonvicino, detto Moretto da Brescia, come ha chiarito Maria Cristina Rodeschini Galati, cui va il merito di aver rinvenuto nell'Archivio di Stato di Bergamo i documenti di commissione e di pagamento della tela, escludendo con ciò la tradizionale partecipazione di Giovan Battista Moroni alla realizzazione delle tela. Il celebre pittore bergamasco, infatti, era allora appena entrato nella bottega di Moretto ed era troppo giovane per aver dato un significativo contributo a questa importante tela, che tuttavia continuerà a essere per lui fonte di ispirazione e miniera di citazioni per tutto il corso della sua carriera. La pala fu commissionata a Moretto nel 1534 dai reggenti della parrocchia di Sant'Andrea, guidati dal conte Marcantonio Grumelli e dalla moglie Medea Rossi (i quali nel 1530 già avevano commissionato a Moretto la pala con il Martirio di San Pietro da Verona per la propria cappella di famiglia nella chiesa del Convento domenicano di Bergamo, dedicata ai Santi Stefano e Domenico: la tela ora conservata presso la Pinacoteca Ambrosiana di Milano). Moretto la realizzò tra il 1536 e il 1537. Non è da escludere che nelle figure di Eusebia e di Domnone, che non guardano alla Vergine con il Bambino, ma che si rivolgono al riguardante, Moretto abbia ritratto i due coniugi Grumelli (il grembo turgido di santa Eusebia potrebbe essere quello di Medea Rossi, che partorì il figlio Gian Gerolamo nel 1536).
Notevole è anche il Compianto sul Cristo morto di Andrea Previtali, dipinto nel 1525, che decorava l'altare in cornu Evangelii, dedicato a san Pietro, dove era custodita l'Eucaristia e che era gestito dai membri della Confraternita del Santissimo Sacramento (come si legge negli Atti della Visita Pastorale di san Carlo Borromeo, fatta nel 1575). Una terza importante tela presente in chiesa è la Natività adorata dai pastori di Giovan Paolo Cavagna, firmata e datata 1605 (fu offerta dalla donne iscritte alla Confraternita di Santa Maria della Pace, titolare dell'altare in cornu Epistulae dove la tela era collocata). All'interno dei lacunari del soffitto erano incassate tre tele, ora in sagrestia, dipinte nel 1631 da Alessandro Varotari, detto il Padovanino, componenti il Trittico di Sant'Andrea e raffiguranti: il Martirio di sant'Andrea, un Coro di angeli festanti con i simboli dei martirio (aureole dorate e rami di palma) e un Coro di angeli musicanti. Tra il novembre del 2019 e l'agosto del 2020 le tre tele di Padovanino sono state oggetto di un accurato lavoro di restauro, promosso dalla Fondazione Credito Bergamasco e dal suo presidente, dott. Angelo Piazzoli. Dal 24 settembre al 18 ottobre 2020 le tele sono state esposte sull'altare maggiore della chiesa, per poi essere definitivamente collocate nella sala sottostante la sacristia, dove, a differenza della loro precedente collocazione, è possibile vederle l'una accanto all'altra, in modo simile a come dovevano apparire quando erano incassate nel soffitto della chiesa antica, attraversate da un'unica logica narrativa.
Il conte Guglielmo Lochis, presidente della fabbriceria della parrocchia di Sant'Andrea e allora anche podestà di Bergamo, donò alla chiesa parrocchiale, in occasione della nuova consacrazione del 28 novembre 1847, una Natività adorata dai pastori di Jacopo Palma il Giovane, databile attorno 1603, e una Natività adorata dai pastori opera di Enea Salmeggia detto il Talpino, firmata e datata. Le fonti in cui era stata pubblicata recavano erroneamente la data 1590, incoerente rispetto alle opere coeve del pittore. A una osservazione più ravvicinata la data si è invece rivelata essere 1599, come ha confermato il restauro, avvenuto nel 2021 a cura della Fondazione Credito Bergamasco, su iniziativa del suo presidente, dott. Angelo Piazzoli.
Dalla vicina chiesa di San Michele al Pozzo Bianco vennero portate in Sant'Andrea: la Gloria di san Nicola da Tolentino, firmata da Gian Giacomo Barbello e datata 1653, la Pala di san Donnino di Francesco Bassano, databile attorno al 1585, due tele di Antonio Cifrondi, databili al 1690: Cristo con l'adultera e l'Ultima Cena. La tela di Barbello è stata restaurata nel 2018 a cura dell'Università degli Studi di Bergamo su iniziativa del Rettore Magnifico, il professore Remo Morzenti Pellegrini, ed è stata esposta in mostra presso l'aula magna dell'Università, già chiesa del vicino convento di Sant'Agostino. La tela di Bassano è stata restaurata nel 2019 a cura della Fondazione Credito Bergamasco su iniziativa del suo presidente Angelo Piazzoli.
Alla campagna decorativa successiva alla ricostruzione ottocentesca appartengono altre opere: le tempere dell'abside con cinque episodi della vita di sant'Andrea, dipinte a partire dal 1868 da Giovanni Battista Epis, allievo dell'Accademia Carrara; la Via Crucis, di Gian Battista Riva e Giuseppe Riva del 1898; la pala con San Giuseppe e Gesù adolescente, dipinta da Giuseppe Riva alla fine del XIX secolo; di Giovanni Pezzotta (Albino, 1838 - Bergamo, 1911) è la tela della Madonna che consegna la cintura a santa Monica, che veniva posta a copertura della nicchia dell'altare laterale sinistro, quando ne veniva tolto il simulacro della Vergine per collocarlo sopra il trono realizzato nel 1889 su disegno dell'architetto don Antonio Piccinelli, con tavole dello stesso Pezzotta. Va ricordato che la statua (databile alla fine del XVIII secolo) e il culto della Madonna della Cintura, tipico della tradizione agostiniana, vennero trasferiti dalla chiesa del suddetto convento di Sant'Agostino al tempo della soppressione napoleonica (1796). Lo stesso avvenne per l'immagine e il culto di san Nicola da Tolentino (notevole il busto in cartapesta con testa lignea, scolpita nel 1705 da Giovanni Antonio Sanz, già parte di un tronco vestito, ritrovata e identificata da don Giovanni Gusmini e restaurata a cura dell'Università degli Studi di Bergamo su iniziativa del Rettore Magnifico, Prof. Remo Morzenti Pellegrini) e della Madonna del Buon Consiglio, che fu trasferita nella chiesa di San Michele al Pozzo Bianco.

### Museo Storico e di Arte Sacra (MuSA)
Nel 2021 in alcuni ambienti posti nel piano interrato della sacrestia, ma con ampio affaccio meridionale su viale delle Mura, è stato allestito il Museo Storico e di Arte Sacra di Sant’Andrea (il cui acronimo è MuSA), a cura della professoressa Maria Mencaroni Zoppetti, presidente dell'Ateneo di Scienze, Lettere e Arti di Bergamo, e di don Giovanni Gusmini, vicario parrocchiale di Sant'Andrea e socio accademico di suddetto Ateneo, i quali hanno attinto le notizie relative ai reperti e alle opere esposte presso l'antico e ricco archivio della parrocchia di Sant'Andrea. Attraverso una ricca serie di dipinti, di reperti archeologici e di suppellettili liturgiche è narrata la storia di questo antico luogo di culto, che va dall'VIII secolo al XXI secolo. Il MuSA è stato aperto al pubblico il 21 giugno 2021. Il Museo è visitabile tutti i giorni, festivi compresi, su prenotazione.

#### Sale
Nel primo ambiente è esposta una tela centinata di Giuseppe Riva, che raffigura San Giuseppe con Gesù adolescente, probabilmente dipinta sul finire del XIX secolo. In occasione delle solennità dedicate al culto di questo santo, la tela veniva sovrapposta alla nicchia dell'altare della Madonna della Cintura (o Madonna della Consolazione), posto nella cappella che si apre nella navata sinistra della chiesa di Sant'Andrea. Davanti a essa è stata collocata una cassapanca lignea sulla quale sono esposti due candelabri in bronzo lavorato a bulino, databili al XVI-XVII secolo.
Il secondo ambiente ospita una tela centinata dell'albinese Giovanni Pezzotta, che rappresenta la Beata Vergine Maria nell'atto di consegnare a santa Monica, madre di sant'Agostino, la cintura di cuoio, che - insieme con l'abito nero che ella stessa indossa - sarebbe diventata la divisa dell'ordine degli Agostiniani. Secondo la tradizione agostiniana, la stessa santa berbera aveva chiesto alla Vergine come ella si fosse vestita in occasione della morte di san Giuseppe, così da sapere come potesse ella stessa vestirsi alla morte del marito Patrizio. La tela, a lungo attribuita a Giuseppe Riva, è stata restituita al pittore albinese da don Giovanni Gusmini, a partire dal persuasivo confronto con i pannelli del trono della Madonna della Cintura, presenti in Museo ed esposti nella sala attigua, che documenti dell'archivio parrocchiale di Sant'Andrea attestano essere stati pagati al Pezzotta nel 1889. La tela veniva sovrapposta alla nicchia dell'altare della Madonna della Cintura quando la statua ne veniva levata per essere collocata sul trono ed esposta in chiesa alla venerazione dei fedeli.
Davanti ad essa, sopra un “fratino”, è esposto un raro e prezioso altarolo in legno scolpito e dorato e stoffe preziose, databile tra il XVI e il XVII secolo, che veniva utilizzato per recare la comunione agli infermi nelle loro case. Accanto ad esso due candelabri in bronzo lavorato a bulino del XVI-XVII secolo.
Sull'attigua parete è stata collocata la Sacra Famiglia di Amadio Pansera (Calcio, 1806-1885), derivata dalla Natività di Bernardino Luini, che faceva parte della collezione privata del conte Guglielmo Lochis (ora esposta presso la Pinacoteca dell’Accademia Carrara). Come risulta dal catalogo della mostra, Pansera espose la sua tela, commissionatagli da Giacomo Scotti di Calcio, presso l’Accademia Carrara nel 1837. Pare verosimile che qui l’acquistò lo stesso Lochis, dal quale pervenne alla parrocchia di Sant'Andrea, della quale egli presiedeva la Fabbriceria, può essere già nel 1837 forse in occasione dell’ingresso del nuovo prevosto, don Andrea Zambelli. La tela è stata restaurata nel 2021.
Accanto ad essa è esposto proprio il ritratto di don Andrea Zambelli, prevosto di Sant'Andrea tra il 1837 e il 1844, dipinto da anonimo pittore bergamasco, appartenente all'ambito di Enrico Scuri (Bergamo, 1806-1884), in splendida cornice dorata in elegante stile impero. Questo ritratto è stato trasferito dalla Sacristia al Museo perché don Zambelli fu colui che curò la ripresa del progetto di ricostruzione della chiesa di Sant’Andrea, iniziata con l’assegnazione del cantiere all'architetto Ferdinando Crivelli nel 1837 con la conseguente demolizione della chiesa vecchia e degli edifici annessi. Non fece in tempo a vederla terminata, dal momento che il cantiere terminò sostanzialmente nel 1847, anno in cui la chiesa fu consacrata e riaperta al culto.
Nel terzo ambiente, il percorso inizia sulla parete nord (a destra di chi entra), dove è affisso un ampio pannello esplicativo, dedicato a narrare la storia della chiesa di Sant'Andrea e della sua vicinia, ideato dall'architetto Luca Guerini, con testi di don Giovanni Gusmini. Si inizia dal catasto napoleonico del 1804, dove si possono apprezzare la forma e le dimensioni dell'antico luogo di culto in rapporto con gli edifici circostanti, tra i quali si riconoscono palazzo Cedrelli, Palazzo Moroni, con i suoi giardini, Palazzo Marenzi, demolito nel 1873-1874, Palazzo Benaglio, Palazzo Calepio, con il giardino pensile che si affaccia sul viale della Mura. Questa immagine è affiancata a quella della Veduta di Bergamo da sud, dipinta nel 1816 da Tommaso Frizzoni, dove si vede, invece, la chiesa con il suo piccolo campanile inserita nello skyline di città alta. L’insieme di queste due immagini e la pianta disegnata dall'architetto Guerini (che segnala anche gli edifici demoliti dai Marenzi nel 1873 e dal Comune di Bergamo nel piano di risanamento di Città Alta progettato e condotto da Luigi Angelini nel 1937 e, con una linea rossa, il profilo della chiesa attuale) permettono di comprendere le ragioni per cui si rese necessario abbattere l'edificio antico, che era molto piccolo, collocato al di sotto del piano stradale di via Porta Dipinta, rispetto alla quale rimaneva nascosto da una fitta serie di altri edifici. Correva invece lungo il suo lato meridionale l'antica via degli Anditi, tracciata al di sopra delle mura medievali della città. Il racconto del pannello prosegue con la ricostruzione di quella che era la parete orientale della chiesa antica. Grazie a un efficace montaggio fotografico sono stati accostati gli altari allora in sede, montando nelle rispettive ancone le fotografie dei dipinti che essi ospitavano in origine: così quello maggiore, in marmo nero, ora nella chiesa di Santa Maria in Monte Santo e dei Santi Giovanni Battista e Evangelista (inclusa nel Seminario vescovile Giovanni XXIII), custodiva la Pala di Sant’Andrea di Moretto da Brescia, insieme alle tre anonime tavolette della predella, mentre in quelli laterali, in marmi giallo e verde, ora nella chiesa parrocchiale di Orio al Serio, erano inserite la Deposizione di Gesù di Andrea Previtali (1525) e la Natività di Gian Paolo Cavagna (1605). Un'altra ricostruzione fotografica permette di immaginare come doveva presentarsi il soffitto della chiesa antica quando nei suoi lacunari lignei “alla veneziana” erano incassate le tre tele di Padovanino, ora collocate nella medesima sala del Museo. Il pannello prosegue narrando la vicenda della ricostruzione ottocentesca della chiesa, a partire dai progetti dell'architetto Giacomo Romilli (1829), fino a quello messo in opera dall'architetto Ferdinando Crivelli (1840). Quest’ultimo aveva previsto per la facciata della chiesa un pronao esastilo di ordine corinzio con timpano decorato da altorilievo, che tuttavia non fu mai eseguito. Lo ha realizzato virtualmente l'architetto Luca Guerini attraverso un render fotografico e un modello 3D, che mostrano come si sarebbe presentato questo scorcio di via Porta Dipinta se il progetto fosse stato portato a termine.
Al di sotto del pannello esplicativo sono esposti due sarcofaghi legati al culto di Domnione, Domneone e Eusebia. Il primo, in pietra serena di Sarnico, risale probabilmente all'alto medioevo, verosimilmente all'età longobarda (V-IX sec.), lungo la quale fu in uso la necropoli che si sviluppava a ovest della chiesa di Sant'Andrea, i cui resti rinvennero nel 1874 quando il conte Antonio Moroni, avendo acquisito l'area occupata da Palazzo Marenzi fino a poco tempo prima, procedette ad arredarla in parte a giardino pubblico (l'appezzamento lungo la via), in parte a ortaglia (l'appezzamento posto a un livello inferiore e affacciato sulla Mura). Palazzo Marenzi era stato ipotecato dai fratelli Antonio e Girolamo Marenzi già nel 1861 (per estinguere alcuni debiti) e da questi stessi demolito tra il 1873 e il 1874. Probabilmente da una delle tombe ritrovate sotto la superficie del terreno provenne la lapide in marmo giallo (ora murata nella cappella dei martiri della chiesa di Sant'Andrea), dove si attestano i nomi, preceduti dalla sigla "BM" (fino all'Ottocento erroneamente interpretata come "Beati Martyres", da cui il culto, e poi sciolta piuttosto in "Bonae Memoriae" o "Bene Merentes", con la conseguente derubricazione su iniziativa dei Padri Bollandisti) e le date della deposizione dei summenzionati Domnione, Domneone e Eusebia. Quest'arca lapidea fu solennemente aperta dal vescovo di Bergamo fra' Francesco Lando il 20 luglio 1401 in occasione di una siccità, per implorare l'intercessione di questi venerati personaggi. L'improvviso cadere della pioggia rilanciò il loro culto nella Diocesi di Bergamo. Negli Atti della Visita Pastorale (1575) di san Carlo Borromeo, editi da Angelo Giuseppe Roncalli (papa Giovanni XXIII) si trova un'accurata descrizione di quest'arca, posta sotto l'altar maggiore e coperta da un drappo di seta (vd. vol. I, parte II, p. 269). Questo testo è riprodotto nella didascalia che illustra l'arca lapidea. Accanto a essa è esposta l'urna di marmo nero realizzata insieme con il nuovo altar maggiore nel 1613, ad opera di Bernardino Biava, come attesta Donato Calvi. Venduta insieme con l'altar maggiore al momento del rifacimento ottocentesco della chiesa di Sant'Andrea, essa finì nel giardino di una casa privata in via Arena. Nel 1850 la casa fu acquistata dal Canonico del Duomo di Bergamo Mons. Domenico Rossi, che la restituì alla parrocchia, accompagnata da una lettera conservata in archivio parrocchiale e riprodotta a corredo della didascalia che illustra l'urna.
La parete occidentale si apre con le tre tavolette lignee dipinte a olio da anonimo pittore locale attorno alla metà del XVI secolo, che raffigurano: la prima La vocazione dei santi Andrea e Pietro, derivata dall’omologo cartone e dal corrispondente arazzo ideato da Raffaello per la Cappella Sistina; la seconda Il martirio di sant’Andrea; la terza Domnione che colloca la propria testa sulla pietra posta davanti alla chiesa di Sant’Andrea, seguito dai nipoti Domnone e Eusebia condotti in catene. Come precisato da Marco Tanzi, la derivazione della tavoletta dal cartone di Raffaello è mediata dalla xilografia di Ugo da Carpi (1518), che riproduceva esattamente l'arazzo e quindi il cartone in modo speculare.
Seguono le tre grandi tele del cosiddetto Trittico di Sant’Andrea, dipinto da Alessandro Varotari, detto il Padovanino (Padova, 1588 – Venezia, 1649), nel 1631: per realizzare queste tele il pittore venne appositamente a Bergamo, dove lo attesta un dipinto con La morte di Procri, ora in collezione privata fiorentina, ma che il pittore padovano con bottega a Venezia firma, data e localizza nella città orobica. Le tre tele rappresentano: quella centrale Il martirio di sant’Andrea, quella a sinistra Coro di angeli con corone e palme, quella a destra Coro di angeli musicanti. Le tre tele sono state restaurate nel 2020 a cura della Fondazione Credito Bergamasco su iniziativa del suo Presidente, il dott. Angelo Piazzoli.
La parte meridionale ospita, a destra della finestra, la tela con il Battesimo di Gesù, restaurata nel 2021, un tempo collocata al di sopra del fonte battesimale e ora collocata in Museo. Questo dipinto fu acquistato nel 1878 dal monsignor Luigi Pavoni dagli eredi del nobile Francesco Cedrelli, morto nel 1876. Egli abitava nel palazzo di famiglia, attiguo all’attuale casa parrocchiale e affacciato sul viale delle Mura. La tela, fatta oggetto di restauro nel 2021, è stata attribuita da Giovanni Valagussa al pittore Francesco Fontebasso, il quale, dopo essersi formato nella bottega veneziana di Sebastiano Ricci, trascorse un periodo a Bologna, passando anche per Bergamo, dove la sua presenza è attestata attorno al 1730. Probabilmente in quegli anni dipinse anche questa tela, della quale una copia esatta (probabilmente più tarda; ammesso che non si tratti di una versione autografa) si trova in controfacciata nella chiesa parrocchiale di San Giovanni Battista in Aviatico. A destra della finestra è collocata la tela con la Beata Vergine del Santo Rosario tra i santi Domenico, Caterina da Siena, Giovanni Battista, Caterina di Alessandria. A lungo attribuita a Enea Salmeggia, essa è stata, invece, correttamente restituita da Enrico De Pascale a Carlo Ceresa, che la dipinse inspirandosi a modelli salmeggieschi, come spesso faceva agli inizi della propria carriera artistica, prima di maturare un linguaggio più personale, grazie a un confronto più prossimo con le opere del pittore milanese Daniele Crespi. Al di sotto è collocato un tavolino-vetrina ottocentesco, nel quale sono esposti oggetti appartenuti alla filantropa Betty Ambiveri (Bergamo, 1888 - Seriate, 1962), donati dai familiari appartenenti alla famiglia Bonomi.
Davanti alla finestra è collocata una consolle multisensoriale realizzata dall'arch. Luca Guerini, in collaborazione con l'Unione Ciechi e Non Vedenti di Bergamo, in particolare grazie al contributo del presidente Claudio Capelli: sopra di essa sono collocati i plastici della pianta della chiesa antica, della pianta della chiesa attuale e dell'alzato della chiesa attuale (compresa la facciata prevista dal progetto di Ferdinando Crivelli ma non realizzata), stampati in rilievo per la visita tattile dei non vedenti e colorati in bianco e nero per gli ipovedenti. Le didascalie a commento di ogni plastico sono presenti sia in caratteri a stampa di sufficienti dimensioni e in bianco e nero per gli ipovedenti, sia in alfabeto Braille per i non vedenti.
La parete orientale è occupata dai quattro elementi in legno scolpito e dorato che componevano il trono della Madonna della Cintura (o Madonna della Consolazione), progettato dall'architetto don Antonio Piccinelli nel 1889, come mostra il progetto originale esposto in una cornice accanto a fotografie d’epoca in cui si vede il trono allestito nello “scurolo” e nella stessa chiesa di Sant'Andrea. Ciascun elemento contiene una tavola dipinta a tempera su fondo oro da Giovanni Pezzotta. Esse raffigurano: Sant'Agostino, Santa Monica, San Nicola da Tolentino (per il quale pure il trono veniva utilizzato, sostituendo il monogramma mariano in capo alla corona con il monogramma nicolino), Il Beato Gerardo da Serina. Al di sopra di ciascuno elemento è collocato un busto ligneo rivestito di lamina di rame dorato lavorato a sbalzo e cesello, tra candelabri argentei (XVIII-XIX secolo). I quattro busti, realizzati a metà dell'Ottocento rappresentano Sant’Andrea, Domnione, Domnone, Eusebia: vengono esposti sull'altare maggior in occasione delle celebrazioni più solenni.
Al centro della sala si trova una serie di vetrine nelle quali sono esposte le suppellettili più interessanti tra quelle conservate nella chiesa di Sant’Andrea. In particolare, la prima vetrina contiene l'ostensorio prezioso di manifattura milanese in argento e pietre dure (XIX sec.) e un Gesù Bambino in trono in gesso dipinto. Nella seconda vetrina si possono ammirare, oltre a una serie di calici in stile barocco realizzati però tra XIX e XX sec., una pisside barocca, sulla cui base è incisa la notizia che essa fu donata dal conte Francesco Pelliccioli alla Parrocchia di Sant’Andrea nel 1687; un secchiello per l’aspersione in lamina di rame argentato finemente sbalzata (XVIII secolo); un calice monumentale in argento in parte dorato (XIX sec.); un turibolo con relativa navicella in argento massiccio (XIX sec.). Al di sopra della seconda vetrina sono esposti un Messale stampato dalla Tipografia Balleoniana di Venezia nel 1748 con sovracoperta in velluto rosso e lamine d’argento lavorate a sbalzo e cesello che raffigurano, sul retto, sant’Andrea e, sul verso, i santi Domnione, Domnone e Eusebia; un Memorandum dedicato nel 1894 a don Saverio Gotti, promosso canonico del Duomo di Bergamo, che reca le firme autografe di tutti (ma proprio tutti) i parrocchiani del tempo.
Nella terza vetrina vanno segnalate le corone in argento dorato che venivano messe alle statue della Madonna della Cintura (o Madonna della Consolazione) e del Bambino in occasione delle festività più solenni; la ferula in argento in parte dorato e velluto rosso in uso ai prevosti urbani per singolare privilegio (XVIII sec.); due palmatorie (XIX sec.) per le celebrazioni pontificali.
Tra le due vetrine, sopra un tavolo ottocentesco, è collocata una serie di croci astili (XVIII-XIX secolo). Accanto a esse è posta una lapide in marmo pentelico bianco, sul cui retto sono incise tre lettere capitali romane (ARI), che probabilmente facevano parte della parola “CAESARI”, nel qual caso si tratterebbe del frammento di un’iscrizione dedicatoria imperiale. Esse potrebbero anche essere parte di un nome proprio di persona più comune (come Mario o Vario, già attestati a Bergamo in altre iscrizioni), nel qual caso si tratterebbe di un’iscrizione dedicatoria relativa a opere compiute da o dedicate a uno di questi personaggi. La preziosità del marmo, proveniente dall'oriente e l'eleganza dei caratteri e della cornice che corre lungo il margine superiore farebbero propendere per la prima ipotesi. Il frammento fu riutilizzato nel 1622 sul verso per un'iscrizione che commemora le volontà testamentarie di don Abbondio Arrigoni che lasciò metà della propria casa alla parrocchia di Sant'Andrea come legato per la celebrazione di tre messe al mese in perpetuo in suffragio della sua anima. La lapide era appesa con il verso in vista a una parete dell’archivio parrocchiale, dove l'11 ottobre 2017, staccandola dal muro, notarono la parte iscritta su quello che si scoprì essere piuttosto il retto Gabriele Medolago e don Giovanni Gusmini. Il fatto fu notificato alla dottoressa Marina Vavassori, epigrafista del Museo Archeologico di Bergamo, che ha studiato, interpretato e pubblicato l'iscrizione.
Nella quarta e ultima vetrina sono esposte le lastre di rame incise a bulino (XVIII-XIX sec.), dalle quali venivano tratte incisioni devozionali (qui esposte), relative alla Madonna della Cintura (o Madre della Consolazione), a san Nicola da Tolentino e alla Madonna del Buon Consiglio, che pure era venerata nella chiesa del convento di Sant'Agostino e poi nella vicina chiesa di San Michele al Pozzo Bianco. Alcune sono opera degli incisori Gaetano Bonatti (Bassano del Grappa, 1802; attivo a Milano tra il 1834 al 1851: Effigie della beata Vergine della Cintura che si venera nella chiesa di Sant’Andrea in Bergamo) e Gaetano Santamaria (o Santa Maria; Milano, 1837: Effigie di san Nicola da Tolentino protettore di Bergamo che si venera nella chiesa di Sant'Andrea). Altre sono anonime; due sono in legno e venivano usate per trarne xilografie (Madonna della Cintura, del XVIII sec.; San Nicola da Tolentino libera le anime dal Purgatorio, del XIX sec.).
Alle spalle delle vetrine il 31 luglio 2023 è stata collocata un'ampia consolle sulla quale è raccontata la storia della necropoli di Sant'Andrea, emersa dagli scavi compiuti nell'aprile del 1874 nell'area prospiciente il lato occidentale della chiesa di Sant'Andrea, dopo l'abbattimento di palazzo Marenzi (1873-1874) e in occasione della sua trasformazione in giardino pubblico e ortaglia privata per volontà del conte Antonio Moroni, che aveva da poco acquistato l'appezzamento di terreno dai fratelli Girolamo e Antonio Marenzi. La storia di questi scavi è stata ricostruita da don Giovanni Gusmini, vicario della Parrocchia di Sant'Andrea, grazie al ritrovamento nell'archivio parrocchiale di una cartella contenente documenti elaborati dall'allora prevosto don Luigi Pavoni (in Sant'Andrea dal 1854 e morto nel 1888): egli disegnò due mappe della chiesa e dell'area occidentale, una con pianta dettagliata di palazzo Marenzi, l'altra con la pianta della necropoli e delle dodici tombe longobarde ivi rinvenute. A queste si aggiungono disegni delle lapidi cristiane (IV-V sec. d.C.) e longobarde (VI-VII sec.) pertinenti ad alcune delle tombe (di una di esse egli realizzò anche il frottage) e il disegno della celebre lapide (del I-II sec. d.C.) in cui appaiono i coniugi Crispus e Sedata, meritevoli di aver restaurato due delle porte della cinta muraria romana e il tratto di mura tra esse compreso. Questa lapide costituiva il fondo della tomba n. 5 ed è esposta presso il Museo Archeologico di Bergamo. Presso il deposito del medesimo museo è anche conservata una delle lapidi longobarde (VII sec. d.C.). Nella lettera che don Luigi Pavoni indirizza allo studioso abate Pietro Antonio Uccelli (Clusone, 1851 - 1880), si trova un'accurata relazione di scavo, nella quale don Pavoni non solo elenca, ma anche disegna i diversi oggetti ritrovati nelle tombe, tra cui tre piccoli contenitori in terracotta, una fusarola, un vago di collana, una tessera musiva in marmo nero, alcune tessere musive in marmo bianco, alcuni pezzi di quarzo (forse talismani), due monete. Di questi reperti rimane solo uno dei contenitori di terracotta, entrato nella collezione dello scultore Lodovico Pogliaghi (Milano, 1857 - Sacro Monte di Varese, 1950) e da qui nella Collezione della Biblioteca-Pinacoteca Ambrosiana di Milano, dove è conservato. Questi documenti furono in parte già esposti nella mostra "Bergomum. Un colle che divenne città", tenuta presso il Palazzo della Ragione di Bergamo tra 16 febbraio e il 19 maggio 2019 e pubblicati da Marina Vavassori e Mariagrazia Vitali nel catalogo della mostra a cura di Stefania Casini e Maria Fortunati. Nella loro completezza ora essi sono stati riprodotti e presentati sulla consolle archeologica del Museo di Storia e Arte Sacra di Sant'Andrea, insieme alla riproduzione delle lapidi conservate nel Museo Archeologico di Bergamo e a due tavole disegnate dal conte Paolo Vimercati Sozzi dopo gli scavi del 1874, e da questi aggiunte al manoscritto del proprio Spicilegio Archeologico della Provincia di Bergamo dall'anno 1835 al 1868 (tavole XXXI e XXXII), il cui originale è conservato presso la Biblioteca Civica "Angelo Mai" di Bergamo. I testi sono stati elaborati da don Giovanni Gusmini e da Marina Vavassori, mentre il progetto della consolle è stato curato dall'arch. Luca Guerini.

### Teatro di Sant'Andrea (già chiesa ipogea)
La realizzazione dello "scurolo" permise al piano di calpestio del nuovo edificio di raggiungere una quota leggermente superiore a quella di via Porta Dipinta, dove si prevedeva che la chiesa nuova si affacciasse. Per questa ragione, attraverso un cospicuo sbancamento del lato del colle che dà sul circuito delle mura veneziane, si scese di tre metri al di sotto del piano di calpestio della chiesa antica e ci si elevò di altri tre metri verso l'alto, così da ricavarne un ambiente alto appunto sei metri. Al suo interno vennero collocati alcuni dei dipinti già presenti nella chiesa antica: di Giuseppe Cesareo, Madonna Immacolata con sant'Anna e san Gioacchino, firmato e datato 1864; del medesimo autore, San Romualdo con santa Lucia e santa Apollonia di Alessandria, datato 1684; Giacomo Anselmi, San Carlo Borromeo, firmato e datato 1614; tre tele anonime, una raffigurante la Visitazione della beata Vergine Maria databile al XVI-XVII secolo (dipendente dalla celebre stampa che Gijsbert van Veen derivò nel 1588 dall'analogo dipinto di Federico Barocci; la Pietà con san Giovanni Evangelista e santa Maria Maddalena del XVI-XVII secolo; la terza, un monocromo su toni di grigio databile al XVII secolo, raffigurante il Compianto sul Cristo morto. Nel 1904 lo scurolo fu dotato di un altare di marmi policromi che era stato realizzato nel 1864 per la chiesa di San Michele al Pozzo Bianco, dove era stato collocato lungo la parete destra per contenere la venerata immagine della Madonna del Buon Consiglio. La soluzione non piacque, così che nel 1904 l'altare fu traslato nello spazio ipogeo di Sant'Andrea: all'interno della nicchia fu collocata la statua della Madonna Immacolata, realizzata nel 1887 da Cristoforo Bettinelli su disegno di Luigi Carrara. All'interno dello scurolo trovarono temporanea collocazione anche il sarcofago in pietra e l'urna in marmo nero del 1613, che avevano contenuto le reliquie dei santi Domnione, Domnone e Eusebia, ricuperati alla parrocchia attraverso donazioni private: una lettera conservata presso l'archivio parrocchiale di Sant'Andrea attesta che l'urna di marmo fu rinvenuta fortunosamente dal canonico monsignor Domenico Rossi in una casa da lui acquistata in via Arena nel 1850 e subito donata alla parrocchiale. Per dotare la parrocchia di un centro aggregativo, nel 1951 l'allora prevosto don Antonio Galizzi fece progettare e realizzare la trasformazione dello scurolo in cine-teatro.
Con il passare del tempo, l'attività cine-teatrale venne meno e l'ampio spazio ipogeo fu utilizzato piuttosto per attività ludiche.
Con la concentrazione delle attività pastorali delle diverse parrocchie di città alta presso l'oratorio del Seminarino, il teatro di Sant'Andrea cadde in disuso e tale rimase dagli anni '90 del Novecento fino al 2018, quando attraverso la collaborazione tra il vicario don Giovanni Gusmini incaricato per la Pastorale universitaria, la studiosa Anna Maria Testaverde, docente di storia del teatro presso l'Università degli Studi di Bergamo, il dott. Claudio Morandi, direttore artistico del Centro Universitario Teatrale, e il dott. Giuliano Gariboldi, docente di recitazione, e nel quadro di una convenzione con il prevosto di Sant'Andrea monsignor Fabio Zucchelli, è stato possibile riaprire il teatro al pubblico, in particolare ai corsi di recitazione proposti agli studenti universitari. L'inaugurazione è stata celebrata il 4 dicembre 2020 alla presenza delle autorità: il prefetto di Bergamo, dott.ssa Elisabetta Margiacchi, il sindaco di Bergamo, dott. Giorgio Gori, il rettore dell'Università degli Studi di Bergamo prof. Remo Morzenti Pellegrini, la dott.ssa Cristina Bombassei, Chief Corporate Social Responsibility di Brembo S.p.A. e presidente della Fondazione "Pro Universitate Bergomensi".

### Aula Studio e Biblioteca "James A. Podboy"
Nell'aula studio del Centro Universitario Sant'Andrea (il cui acronimo è "CUSA"), centro per la Pastorale Universitaria della Diocesi di Bergamo, dal 2018 sono conservati i circa 1740 volumi appartenuti all'americano James A. Podboy, a lungo residente in Palazzo Benaglio-Salvioni. Dopo la morte di James, avvenuta all'improvviso la sera di venerdì 16 marzo 2018, il fratello Robert, in visita in Italia dalla nativa Philadelphia, decise di donare alla Parrocchia i volumi e il mobilio in cui conservali e renderli fruibili. I volumi, perlopiù in lingua inglese, trattano di storia, politica, cultura americana e britannica, biografie, diari di viaggio, arte. A questi volumi si sono aggiunte molte altre donazioni, tra le quali in modo particolare i numerosi cataloghi delle mostre curate dalla Fondazione Credito Bergamasco, che hanno portato la biblioteca a raccogliere oltre 2000 volumi. I volumi sono stati catalogati e dotati di segnatura e sono disponibili per la consultazione e per il prestito.
All'interno di una sala posta accanto all'Aula Studio - Biblioteca "James A. Podboy" si trova l'archivio parrocchiale della parrocchia di Sant'Andrea, nel quale è stato versato anche quello della parrocchia di San Michele al Pozzo Bianco nel 1805, nel momento in cui la parrocchia venne soppressa per decreto di Napoleone Bonaparte: vi si trova una cospicua quantità di documenti, che inizia con il fondo di pergamene del Consorzio di San Michele, che vanno dai secoli XIV-XV secolo fino all'età moderna. Tra i registri di battesimo provenienti dall'archivio della parrocchia di San Michele al Pozzo Bianco è stata rinvenuto l'atto di nascita di Donato Calvi.